# Homogenisering
Homogenisering er en proces der forhindrer fedtet i mælk i at klumpe sammen på overfladen. I mælken er fedtets tilstand som små kugler af fedt og protein, der indeholder fedtet. Da de har forskellige størrelse, fra 1 til 10 mikrometer i diameter, vil de med forskellig hastighed stige op i mælken på grund af fedtets lavere vægtfylde end den omgivende væske, de store kugler er hurtigere end de små. Ved at homogenisere findeler man disse fedtkugler til en mindre størrelse, så de er mindre tilbøjelige til at stige op i mælken. 
I Danmark homogeniseres traditionelt set konventionel sød-, let-, kærne- og minimælk, samt fede syrnede mælkeprodukter, men enkelte mindre mejerier homogeniserer heller ikke den ikke-økologiske mælk. Næsten alle økologiske mælkeprodukter sælges uhomogeniseret. Skummetmælk indeholder kun 0,1 pct. fedt og det er derfor irrelevant at homogenisere. Fløde skal kunne piskes stift, og derfor homogeniseres det heller ikke. Samtidig betyder den kraftige mekaniske behandling, at mange af de fedtkugler der flyder opslæmmet i mælken ødelægges, fedtet vil flyde ud og derved vil fløden være mere tilbøjelig til at harske, idet enzymer i fløden angriber det frie fedt.
Homogeniseringen foregår på mejeriet ved at mælken sendes gennem nogle små dyser under højt tryk, op til 200 eller endog 250 atmosfæres tryk, hvorved fedtkuglerne formindskes til ca. 1-2 mikrometer, i stedet for 1-10 mikrometer. Selvom flere mener at det næppe har nogen indflydelse på smagen, er det økologernes holdning at man bør undgå den slags ekstra forarbejdning, og det er således også normalt ikke at homogenisere økologisk mælk. 